# آمازون آسترو
آمازون آسترو (انگلیسی: Amazon Astro) که نام آن اغلب به آسترو خلاصه می‌شود، یک ربات خانگی است که توسط شرکت آمازون برای نظارت بر امنیت خانه، مراقبت از راه دور از بستگان مسن و به‌عنوان یک دستیار مجازی طراحی شده و توسعه یافته‌است که می‌تواند یک فرد را از اتاقی به اتاق دیگر دنبال کند.

## ویژگی‌ها
وبگاه تامز گاید این دستگاه را «الکسا روی چرخ» نامیده‌است و گفته‌است که تمامی چیزهایی که در آمازون اکو شو ۱۰ موجود است، در این دستگاه جدید نیز موجود است. آسترو دارای شناسهٔ بصری است و باید بتواند اعضای مختلف خانواده را از یکدیگر تشخیص دهد و اگر دستگاه فردی را در خانه ببیند که نمی‌شناسد، هشدار ارسال کند.
در سال ۲۰۲۲، آمازون از یک برنامهٔ آزمایشی رونمایی کرد که آسترو را به سیستم امنیتی رینگ متصل می‌کند و به کارگران یک مرکز تماس از راه دور اجازه می‌دهد آسترو را برای بررسی هشدارهای امنیتی تحت کنترل خود بگیرند.

## سخت‌افزار
| پردازنده‌ها      | ۲ پردازندهٔ کوالکام QCS605؛ ۱ پردازندهٔ کوالکام SDA660؛ ۱ پردازندهٔ آمازون آزد۱ نورال اج                            |
| صفحهٔ نمایش      | صفحه نمایش لمسی ۱۰٫۱ اینچی، وضوح ۱۲۸۰ × ۸۰۰                                                                      |
| دوربین‌ها        | یک دوربین قاب ۵ مگاپیکسلی؛ یک دوربین پریسکوپ ۱۰۸۰ با میدان دید مورب ۱۳۲ درجه؛ دید در هر دو نور مرئی و مادون قرمز |
| بلندگوها        | ۲ بلندگوی ۵۵ میلی‌متری جلویی، ۱ رادیاتور بیس غیرفعال                                                              |
| باتری           | یون‌لیتیم |
| قابلیت‌های اتصال | یواس‌بی-سی؛ وای‌فای 802.11ac؛ بلوتوث                                                                               |
| ابعاد           | طول ۱۶٫۷ اینچ × عرض ۹٫۸ اینچ × ارتفاع ۱۷٫۳ اینچ (۴۲۴ × ۲۵۰ × ۴۴۰ میلی‌متر)                                        |
| وزن             | ۹٫۳۴ کیلوگرم (۲۰٫۶ پوند)                                                                                         |

## بازخوردها
مارک گورمن از بلومبرگ نیوز می‌گوید که شش ماه پس از رونمایی از این ربات، به‌ندرت کسی در مورد آسترو به‌صورت آنلاین صحبت می‌کرد و آمازون نیز در بهترین حالت حداکثر چند صد دستگاه از آن را برای مشتریان خود ارسال کرده‌است. دیوید پریست از سی‌نت معتقد است که «در حال حاضر، این ربات یک کالای لوکس باقی مانده‌است، برای افرادی که پول زیادی دارند تا یک فناوری پیشرفته که هنوز موارد استفادهٔ قانع‌کننده‌ای ندارد را امتحان کنند.» لورن گود از مجله وایرد، آسترو را به‌عنوان «رباتی به‌خاطر ربات بودن» و «رباتی بدون دلیل، حداقل در حال حاضر» توصیف کرده‌است.
اعلامیه منتشر شده در سپتامبر ۲۰۲۲ مبنی بر اینکه آسترو به‌عنوان یک نگهبان امنیتی متصل به دستگاه‌های امنیتی رینگ برای خانه‌ها و مشاغل کوچک عمل می‌کند، گیزمودو را بر آن داشت تا نظر خود در مورد افزایش «عجیب و غریب بودن» آسترو را ابراز کند.